# Star Wars: The Force Unleashed (projekt)
Star Wars: The Force Unleashed je nedovršeni multimedijalni projekt kojeg su razvili LucasArtsa zajedno s Dark Horse Comics, Lego, Hasbro i Del Rey Books. Sastoji se od videoigre izdane u rujnu 2008., druge videoigre izdane u listopadu 2010., dva povezana odgovarajuća romana, akcijske figure, stripa, referentnu knjigu, dodatak za igru uloga i knjigu o izradi igre.
Nakon što je 2012. godine tvrtka Walt Disney kupila Lucasfilm i pokrenula produkciju trilogije o nastavku Zvjezdanih Ratova, projekt Unleashed, zajedno sa svim drugim proširenim svemirskim djelima iz Zvjezdanih Ratova, odbačen je iz aktualnog kanona iz Zvjezdanih Ratova i raspoređen kao dio Legenda ne[čega?] kanonske priče koje sprječavaju da je serija videoigara predstavlja od nastavka dalje od Unleashed II.[smisao?]

## Priča
Vidi isto: Star Wars: The Force Unleashed radnja
Star Wars: The Force Unleashed pripovijeda priču o tajnom učeniku Darth Vadera, s kodnim imenom "Starkiller", ali rođen kao Galen Marek, koji lovi preostale Jedije nakon što im je car Palpatine naredio da ih se ubije. Događa se između Zvjezdanih Ratova: Epizoda III Osvete Sitha i Zvjezdanih Ratova: Nove Nade, priča istražuje posljedice Velike Jedi Čistke kao i uspon Darth Vadera. Događaji Force Unleashed su "ključni" u povijesti i razvoju Darth Vadera kao lika i nude osvjetljenje drugim likovima iz Zvjezdanih Ratova: Epizoda IV Nova Nade, Zvjezdanih Ratova: Epizoda V Imperij Uzvrača Udarac i Zvjezdanih Ratova: Epizoda VI Povratka Jedija. U konačnici, Starkiller žrtvuje svoj život kako bi spasio vođe novog Pobunjeničkog Saveza; oni u njegovu čast prihvaćajući grb njegove obitelji kao svoj simbol.
U nastavku, igrači kontroliraju klon Starkillera, koji ima sjećanja izvornog Starkiller. Igra završava na cliffhangeru
gdje Starkiller hvata Darth Vadera i namjerava ga privesti pravdi. Zbog otkazivanja treće igre, kao i prethodne dvije igre dodijeljene su u odbačene marke Legende ne-kanonskih priča, cliffhanger nikada neće biti riješen.

## Izlazak

### Videoigre

#### Star Wars: The Force Unleashed
Igra Force Unleashed objavljena je u Sjevernoj Americi 16. rujna 2008., i u Australiji i jugoistočnoj Aziji 17. rujna 2008., a objavljena je u Europi 19. rujna 2008. godine. Učenik je licenciran za Namco Bandai Games da bude igriv lik u PlayStation 3 i Xbox 360 verzijama Soulcalibura IV.

#### Star Wars: The Force Unleashed II
Nastavak je objavljen 26. listopada 2010. Ovaj put igrač preuzima ulogu klona Starkillera koji, pobjegavši iz kandži Darth Vadera, kreće u potragu za pronalaženjem svog identiteta i izvornog Starkillerovog ljubavnog interesa, Juno Eclipse, ali je ubrzo prisiljen pridružiti se Pobunjeničkom Savezu i pomoći im srušiti Imepriju i Vadera, koji je zarobio Junonu kako bi mu namamio klona natrag njemu.

### Roman
Roman Seana Williamsa objavljen je u Sjedinjenim Američkim Državama 19. kolovoza 2008. Proveo je jedan tjedan kao prvo mjesto na listama izdavača i The New York Timesa s tvrdim koricama, skliznuvši na broj 7. ] i # 9, sljedeći tjedan. Također je dosegao 15. mjesto na listi najprodavanijih bestselera USA Todaya.

### Grafički roman
Darka Horseov grafički roman The Force Unleashed objavljen je 18. kolovoza 2008. Newsarama je grafički roman nazvao "čvrstom pričom" koja se po strukturi i zapletu podudara s izvornim materijalom videoigre. IGN je grafičkom romanu dao ocjenu 6,9/10 (6,4/10 za umjetnost, 7,5 / 10 za pisanje), hvaleći cjelokupnu priču, ali promašujući nedosljednost u umjetnosti i propitujući je li komični medij najbolji način da se priča prenese.

### Roba
Na Sajmu igračaka 2007. Hasbro je prikazao sedam figurica iz linije akcijskih figura temeljenih na igri. Lego je objavio model broda glavnog junaka, Rogue Shadow.

## Ostavština i otkazivanje treće igre
Nakon što je ukinuta Unleashed franšiza nakon Disneyjeve odluke da ponovno pokrene kanon Zvjezdanih Ratova u korist produkcije trilogije, Sam Witwer, Marekov glasovni glumac, otkrio je da je Dave Filoni, tvorac animirane serije Zvjezdani Ratovi Pobunjenici, razmišljao o vraćanju Mareka u novi kanon i njegovo pojavljivanje u toj seriji, ali u konačnici se odlučio protiv toga, jer nije mogao pronaći način da to učini bez ugrožavanja kvalitete novog kanona ili jedinstvenih razlika lika.
Witwer je i dalje sudjelovao u franšizi Zvjezdanih Ratova, dajući glas Dartha Maula u animiranim serijima Zvjezdani Ratovi Klonski Ratovi i Zvjezdani Ratovi Pobunjenici i filmu Solo: Priča Zvjezdanih Ratova. Također je dao glas Palpatineu i drugim sporednim likovima.

## Isto vidi
Star Wars: Shadows of the Empire